# Eriopyga dolia
Eriopyga dolia là một loài bướm đêm trong họ Noctuidae.